# Bee (Nebraska)
Bee je selo u američkoj saveznoj državi Nebraska. Prema popisu stanovništva iz 2010. u njemu je živjelo 191 stanovnika.